# Чудская (Ленинградская область)
Чудская — деревня в Ефимовском городском поселении Бокситогорского района Ленинградской области.

## Название
Происходит от слова «чудь» — летописного названия ряда племён прибалтийско-финской группы.

## История
ЧУДСКАЯ — деревня Великодворского общества, прихода Озерского погоста.  

Крестьянских дворов — 19. Строений — 26, в том числе жилых — 19.  Кузница, кожевенный завод.

Число жителей по семейным спискам 1879 г.: 47 м. п., 57 ж. п.; по приходским сведениям 1879 г.: 54 м. п., 69 ж. п.

Сборник Центрального статистического комитета описывал её так:

ЧУТСКАЯ — деревня бывшая государственная, дворов — 17, жителей — 124; кожевенный завод. (1885 год)

В конце XIX — начале XX века деревня административно относилась к Деревской волости 5-го земского участка 3-го стана Тихвинского уезда Новгородской губернии.

ЧУДСКАЯ — деревня Великодворского общества, число дворов — 34, число домов — 53, число жителей: 106 м. п., 88 ж. п.; занятие жителей: земледелие, отхожие промыслы. Ключи и колодцы. Кожевня, 2 кузницы. (1910 год)

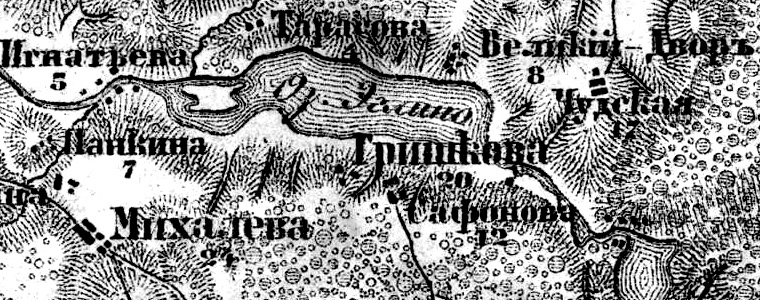
Деревня Чудская на карте 1917 года

Согласно карте Новгородской губернии 1917 года деревня насчитывала 17 крестьянских дворов.
С 1917 по 1918 год деревня входила в состав Деревской волости Тихвинского уезда Новгородской губернии.
С 1918 года, в составе Череповецкой губернии.
С 1924 года, в составе Пикалевской волости.
С 1927 года, в составе Чевакинского сельсовета Ефимовского района.
С 1928 года, в составе Михалёвского сельсовета. В 1928 году население деревни составляло 187 человек.
По данным 1933 года деревня Чудская входила в состав Михалёвского сельсовета Ефимовского района.
С 1965 года в составе  Бокситогорского района.
По данным 1966 года деревня Чудская также входила в состав Михалёвского сельсовета Бокситогорского района.
По данным 1973 и 1990 годов деревня Чудская входила в состав Ефимовского сельсовета Бокситогорского района
В 1997 году в деревне Чудская Ефимовской волости проживали 13 человек, в 2002 году — 6 человек (все русские).
В 2007 году в деревне Чудская Ефимовского ГП проживали 6 человек, в 2010 году — 4, в 2015 году — 7, в 2016 году — также 7 человек.

## География
Деревня расположена в центральной части района на автодороге 41К-032 (Заголодно — Сидорово).
Расстояние до административного центра поселения — 10 км.
Расстояние до ближайшей железнодорожной станции Ефимовская — 13 км. 
Деревня находится к северу от Тихвинского канала и востоку от озера Еглино.

## Демография
| 1997 | 2002 | 2007 | 2010 | 2017 |
| ---- | ---- | ---- | ---- | ---- |
| 13   | ↘6   | →6   | ↘4   | ↘3   |